# Taeniostolella celophora
Taeniostolella celophora är en fjärilsart som beskrevs av Edward Meyrick 1920. Taeniostolella celophora ingår i släktet Taeniostolella och familjen gnuggmalar. Inga underarter finns listade i Catalogue of Life.